# Лопта
Лопта (од мађ. labda) је предмет заступљен у многим спортовима. Лопте су најчешће сферног облика то јест облика кугле или јајоликог изгледа са тим да је величина, изглед, материјал израде, маса те облик прилагођен спорту за који је намењена. Велика већина лопти производи се од гуме, ако не целе онда само део који подржава облик, функцију или пак унутрашњост испуњену ваздухом док се неке праве или су прављене од животињске коже и изнутрица (мехура), папира, пластике, камена и тканина. Код средњоамеричких народа некада је људска лобања завијена те коришћена као лопта. 
У међувремену, доношење гуме у Стари свет приликом колонијалних освајања и евентуално откриће вулканизације омогућило је замену старог стила лопте, најчешће прављеног шивењем кожних трака на животињску бешику која је служила као мехур, новим и модернијим стилом. Гумени мехур је допринео настанку чврстих и издржљивих лопти које не губе облик, као и развоју спортова заснованих на интензивном и наглом бацању и ударању лопте које старе лопте не би поднеле, попут кошарке, одбојке итд. Кожни покров такође доприноси удобности за играче у току игре, а модерна синтетичка кожа често има многе додатне карактеристике попут упијања зноја или прерасподеле сила настале у контакту за прецизнију игру.
Данас лопте најчешће имају најмање три слоја: унутрашњи гумени мехур који омогућава одскакивање, омот око истог најчешће сачињен око најлона и спољашњи омотач од коже (природне или вештачке) или гуме.
Лопта потиче од средњоамеричких домородаца; Олмека, Маја, Астека и њихових блиских народа, премда је познато да су и друге културе биле упознате са лоптом и имали су игре лоптом пуно пре сусрета са цивилизацијама Новог света нарочито у Европи те Кини.

## Етимологија
Прва позната употреба речи ball на енглеском у смислу лоптастог тела којим се игра била је 1205. године у Laȝamon's Brut, or Chronicle of Britain, у фрази „Summe heo driuen balles wide ȝeond Þa feldes.“. Реч је дошла из средњеенглеског bal (изражена као ball-e, -es, а преузета је из староскандинавског böllr (може се упоредити старошведски baller и шведски boll) из протогерманског ballu-z (одакле вероватно средњевисоконемачки bal, ball-es, средњохоландски bal), сродно са старовисоконемачким ballo, pallo, средњевисоконемачким balle од протогерманског *ballon (слаб мушки род) и старовисоконемачког ballâ, pallâ, средњевисоконемачког balle, протогерманског *ballôn (слаби женски род). Није познат ниједан староенглески представник ниједног од ових. (Облици одговора у староенглеском би били beallu, -a, -e — упореди bealluc, ballock.) Ако је ball- изворно у германском, то је можда је била сродна реч латинском foll-is у смислу „ствари увећане или надувана.“ У каснијем средњеенглеском правопису balle реч се графички поклапала са француским balle „лопта“ и „bale“, те је стога погрешно претпостављено да је извор. Претпоставља се да је француска реч balle (али не и boule) и сама германског порекла. У старогрчком је потврђена реч πάλλα (palla) за „лопту“ поред речи σφαίρα (sfaíra), сфера.

## Историја
Лопта, као основна карактеристика многих облика игре која захтева физички напор, сматра се да потиче од најранијих времена. Предмет који се котрља привлачи не само људску бебу, већ и маче и штене. Неки облик игре са лоптом налази се приказан на египатским споменицима. Код Хомера, Наусикаја се играла на балу са својим девојкама када ју је Одисеј први пут видео у земљи Феачана (Од. vi. 100). А Халиос и Лаодама су наступили пред Алкинојем и Одисејем са игром лопте, праћеном плесом (Од. viii. 370). Најдревније кугле у Евроазији откривене су у Карасахру у Кини и старе су 3.000 година. Биле су од коже и ипуњене длаком.

### Стари Грци
Међу старим Грцима, игре са лоптама (σφαῖραι) су сматране корисним помоћним средством за насилније атлетске вежбе, као средство за одржавање тела гипким и грациозним, али су углавном биле препуштене дечацима и девојчицама. Од редовних правила за играње игара са лоптом, мало је трага остало, ако их је било. Називи на грчком за различите облике, који су дошли до нас у таквим делима као што је Ὀνομαστικόν Јулија Полукса, имплицирају мало или ништа од тога; тако, ἀπόρραξις (aporraxis) само значи спуштање лопте на земљу отвореном руком, οὐρανία (ourania)), бацање лопте у ваздух да би је ухватила два или више играча; φαινίνδα (phaininda) игру хватања коју је играло двоје или више особа, где се финтирање користи као тест брзине и вештине. Полукс (i. x. 104) помиње игру под називом епискирос (ἐπίσκυρος), на коју се често гледало као на порекло фудбала. Сматра се да су је играле две стране, поређане у редове; да ли је постојао било какав облик „гола“ остаје неизвесно. Било је немогуће направити лопту која би била савршено сферична; деца су обично правила своје лопте тако што су надувала свињске бешике и загрејала их у пепелу ватре да би постале округле, иако је Платон (420-те – 340-те године пре нове ере) описао је „лопте које имају кожне облоге у дванаест комада“.

### Стари Римљани
Код Римљана се на игре лоптом гледало као на додатак купатилу, а биле су прилагођене узрасту и здравственом стању купача, а обично је за њих у термама (thermae) постојало одвојено место (sphaeristerium). Изгледа да су постојале три врсте или величине лопте, пила, или мала лопта, која се користила у играма хватања, паганика, тешка лопта пуњена перјем, и фолис, кожна лопта испуњена ваздухом, највећа од три. Оне су ударане од играча до играча, који су носили неку врсту рукавице на руци. Постојала је игра позната као тригон, коју су играла три играча који су стајали у облику троугла добацујући се фолисом (на начин који подсећа на рану врсту одбојке), а такође и она позната као харпастум, која изгледа да имплицира борбу за лопту између неколико играча. Ове игре су познате преко Римљана, иако су имена грчка.

### Модерне игре лоптом
Различите модерне игре које се играју лоптом или лоптама и подлежу правилима третирају се под различитим називима, као што су поло, крикет, фудбал, итд.

## Галерија
- Фудбалска лопта[8][9][10]
- Бејзбол лопта[11][12]
- Кошаркашка лопта
- Тениска лопта
- Рагби лопта[13][14][15]
- Голф лопта
- Ватерполо лопта
- Рукометна лопта
- Бендилопта
- Бејзбол лопта
- Билијарске кугле
- Лопта за куглање (и игла)
- Лопта за крикет
- Лопта за лакрос
- Ринкбол лопта
- Лопта за хокеј на ролерима
- Лопта са гуменом траком
- Лопта за сквош
- Супер лопта
- Лоптице за стони тенис
- Помоћна лопта
- Одбојкашка лопта
- Ватерполо лопта
- Аустралијска фудбалска лопта.
- Канадска фудбалска лопта.